# الدوري البحريني الممتاز 1958–59
الدوري البحريني الممتاز 1958-1959 هي النسخة الثالثة من الدوري البحريني الممتاز.

## نظرة عامة
توج النصر باللقب.